# 岐阜県立看護大学

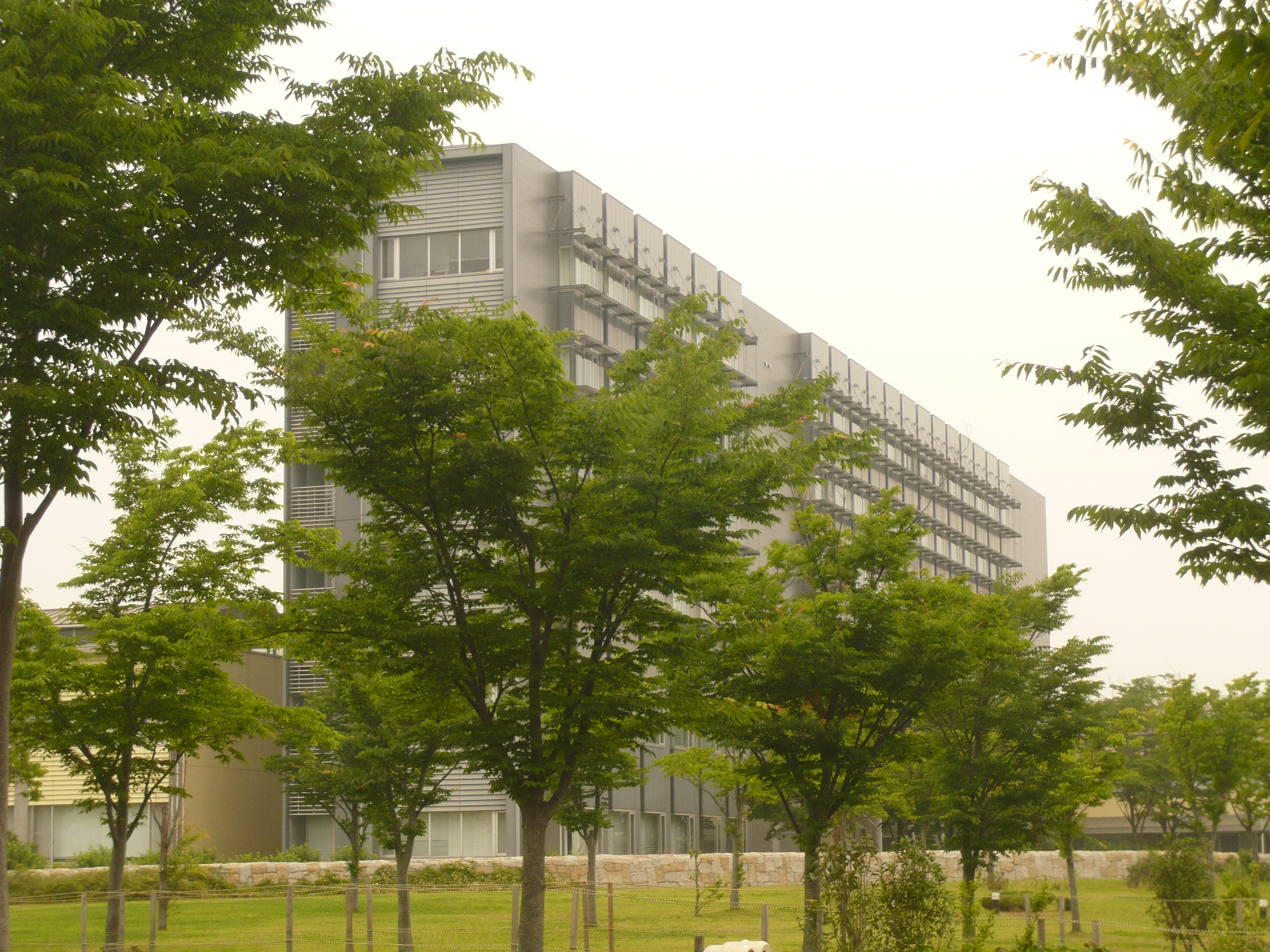
講義棟

岐阜県立看護大学（ぎふけんりつかんごだいがく、英語: Gifu College Of Nursing、公用語表記: 岐阜県立看護大学）は、岐阜県羽島市江吉良町3047-1に本部を置く日本の公立大学。2000年創立、2000年大学設置。

## 沿革
- 2000年：設立（看護学部看護学科）。
- 2004年：大学院修士課程開設（看護学研究科看護学専攻）。
- 2006年：大学院博士課程開設（看護学研究科看護学専攻）。
- 2008年：大学院博士前期課程内に専門看護師課程を設置（2010年3月認定）。
- 2010年：公立大学法人岐阜県立看護大学へ移行。

## 組織構成

### 学部
- 看護学部
  - 看護学科

### 研究科
- 看護学研究科（博士前期課程）[1]
  - 看護学専攻
    - 地域基礎看護学領域
    - 機能看護学領域
    - 育成期看護学領域
    - 成熟期看護学領域
    - 専門看護師（慢性看護）コース
    - 専門看護師（小児看護）コース
    - 専門看護師（がん看護）コース
- 看護学研究科（博士後期課程）
  - 看護学専攻

## 雑記
本大学設置により、1971年（昭和46年）の岐阜県立医科大学の国立岐阜大学への移管以来、岐阜県がオーナーである大学が復活した。

## 対外関係

### 他大学間協定[2]
- ネットワーク大学コンソーシアム岐阜 - 岐阜県と県内の国公立、私立大学、短大の22校からなる大学連合
- 放送大学（単位互換協定[3] 2010年6月）

### 地域との協定[2]
- 羽島市（包括協定）